# Francisco Carlos Rubio
Francisco Carlos Rubio (Los Ángeles, Estados Unidos; 11 de diciembre de 1975) es un astronauta, piloto de helicóptero y cirujano de vuelo estadounidense. Forma parte del Ejército de los Estados Unidos y también se desempeña como astronauta de la NASA.

## Biografía

### Primeros años y educación
Rubio nació en Los Ángeles, California, de padres salvadoreños. Su familia se mudó a El Salvador, donde estudió durante varios años.  Su lengua materna es el español. Asistió a la academia militar de los Estados Unidos de América y obtuvo una licenciatura en relaciones internacionales.

### Carrera militar
Después de comisionarse como segundo teniente en el ejército de los EE. UU. Rubio se convirtió en piloto del UH-60 Blackhawk. Rubio era un líder de pelotón en la 82. ° brigada de aviación de combate, y comandante de la compañía del 3. ° regimiento de aviación. Como piloto, Rubio tenía más de 10.100 horas de vuelo, incluidas 600 horas de combate durante las operaciones en Bosnia, Irak y Afganistán.
Rubio también fue miembro del equipo de paracaidismo de West Point, los Black Knights (Caballeros Negros) y es un jumpmaster o paracaidista experto, con más de 650 saltos exitosos.
También tiene un doctorado en medicina de la Uniformed Services University, en Maryland y completó una residencia de medicina familiar en Fort Benning. Se desempeñó como supervisor clínico y cirujano de vuelo en Redstone Arsenal (RSA). En el momento de su selección como candidato a astronauta, Rubio era el cirujano del 3. ° Batallón, 10. ° Grupo de Fuerzas Especiales en Fort Carson.

## Carrera en la NASA
En 2017, Rubio fue seleccionado como miembro del Grupo 22 de Astronautas de la NASA y comenzó su entrenamiento de dos años que finalizó el 10 de enero de 2020, momento que quedó a la espera de su primera asignación de una misión espacial.

### Expedición 68 y 69
En julio de 2022 se anunció que el astronauta de la NASA Frank Rubio viajaría en la nave Soyuz MS-22, como intercambio con la cosmonauta Anna Kíkina, que viajó en la SpaceX Crew-5 con el resto de la tripulación permanente de la Expedición 68, con motivo del intercambio de tripulación entre la NASA y Roscosmos. El acuerdo de intercambio de tripulaciones tiene como objetivo asegurar que, en caso de una situación de emergencia relacionada con la cancelación o un retraso en el lanzamiento de una nave espacial rusa o estadounidense, se garantice la presencia a bordo de la ISS de al menos un cosmonauta de Ruso y un astronauta de la Nasa para servir a los segmentos ruso (ROS) y estadounidense, respectivamente.
La nave Soyuz MS-22 se lanzó hacia la ISS, el 21 de septiembre de 2022 a las 13:54 UTC, con los cosmonautas, Sergey Prokopyev y Dmitriy Petelin junto al astronauta de la NASA, Frank Rubio como miembros temporales de la Expedición 67 y la siguiente Expedición 68 que comenzó el día 29 de septiembre. Se acoplo ese mismo día a las 17:06 UTC en el  Mod. Rassvet instalado en el módulo Zarya en el puerto nadir.
Se planeó que su misión durara alrededor de 6 meses con un regreso a la Tierra a principios de 2023. Sin embargo, algunos elementos de basura espacial provocaron daños a la nave espacial, por lo que la misión se prolongó y Rubio regresó con la Soyuz MS-23 en septiembre de 2023, 370,6 días después. Por lo tanto, se convirtió en el primer estadounidense en pasar un año completo o más en el espacio, y además rompe el récord de Mark T. Vande Hei del vuelo espacial más largo realizado por un astronauta estadounidense.

## Vida personal
Rubio y su esposa, Deborah, tienen cuatro hijos.

## Premios y distinciones
Rubio ha recibido la Estrella de Bronce , la Medalla de Servicio Meritorio y la Medalla de Logro del Ejército . Se graduó de la Facultad de Comando y Estado Mayor del Ejército de los EE. UU. Y obtuvo las insignias de Aviador, Pathfinder, Asalto Aéreo y Paracaidista del Ejército de EE. UU.